# Eutetrapha
Eutetrapha es un género de escarabajos longicornios de la tribu Saperdini.

## Especies
- Eutetrapha bicostata Hayashi, 1994
- Eutetrapha chlorotica Pu & Jin, 1991
- Eutetrapha chrysochloris (Bates, 1879)
- Eutetrapha chrysochloris chrysargyrea Bates, 1884
- Eutetrapha cinnabarina Pu, 1986
- Eutetrapha complexa Pu & Jin, 1991
- Eutetrapha elegans Hayashi, 1966
- Eutetrapha flavoguttata Pu & Jin, 1991
- Eutetrapha gui Lin & Yang, 2017
- Eutetrapha laosensis Breuning, 1965
- Eutetrapha lini Chou, Chung & Lin, 2010
- Eutetrapha metallescens (Motschulsky, 1860)
- Eutetrapha ocelota (Bates, 1873)
- Eutetrapha parastigmosa Lin & Yang, 2017
- Eutetrapha sedecimpunctata (Motschulsky, 1860)
- Eutetrapha sedecimpunctata australis Takakuwa & Hirokawa, 1998
- Eutetrapha shaanxiana Lin & Yang, 2017
- Eutetrapha shiqianensis Pu & Jin, 1991
- Eutetrapha stigmosa Pu & Jin, 1991
- Eutetrapha tianmushana Lin & Bi, 2017
- Eutetrapha velutinofasciata Pic, 1939
- Eutetrapha weni Huang & Lin, 2016